# Northwest Harwinton
Northwest Harwinton est une census-designated place située dans la ville d'Harwinton dans le comté de Litchfield au Connecticut, aux États-Unis. Lors du recensement de 2010, Northwest Harwinton avait une population totale de 3 252 habitants.

## Géographie
Selon le Bureau du recensement des États-Unis, la superficie de la ville est de 22,8 km2, dont 22,5 km2 de terres et 0,3 km2 de plans d'eau (soit 1,14 %).

## Démographie
D'après le recensement de 2000, il y avait 3 242 habitants, 1 255 ménages, et 953 familles dans la ville. La densité de population était de 143,9 hab/km2. Il y avait 1 296 maisons avec une densité de 57,5 maisons/km2. La décomposition ethnique de la population était : 98,95 % blancs ; 0,06 % noirs ; 0,09 % amérindiens ; 0,40 % asiatiques ; 0,09 % natifs des îles du Pacifique ; 0,15 % des autres races ; 0,25 % de deux ou plus races. 0,99 % de la population était hispanique ou Latino de n'importe quelle race.
Il y avait 1 255 ménages, dont 31,2 % avaient des enfants de moins de 18 ans, 67,6 % étaient des couples mariés, 5,5 % avaient une femme qui était parent isolé, et 24,0 % étaient des ménages non-familiaux. 20,1 % des ménages étaient constitués de personnes seules et 9,9 % de personnes seules de 65 ans ou plus. Le ménage moyen comportait 2,58 personnes et la famille moyenne avait 2,99 personnes.
Dans la ville la pyramide des âges était 24,5 % en dessous de 18 ans, 4,5 % de 18 à 24, 27,7 % de 25 à 44, 28,2 % de 45 à 64, et 15,1 % qui avaient 65 ans ou plus. L'âge médian était 42 ans. Pour 100 femmes, il y avait 99,8 hommes. Pour 100 femmes de 18 ans ou plus, il y avait 96,7 hommes.
Le revenu médian par ménage de la ville était 58 295 dollars US, et le revenu médian par famille était $65 795. Les hommes avaient un revenu médian de $47 083 contre $40 161 pour les femmes. Le revenu par habitant de la ville était $26 508. 2,9 % des habitants et 1,4 % des familles vivaient sous le seuil de pauvreté. 0,0 % des personnes de moins de 18 ans et 3,4 % des personnes de plus de 65 ans vivaient sous le seuil de pauvreté.